# Монтебело Вичентино
Монтебѐло Вичентѝно (на италиански: Montebello Vicentino; на венециански: Montebeło, Монтебело) е градче и община в Северна Италия, провинция Виченца, регион Венето. Разположено е на 53 m надморска височина. Населението на общината е 6571 души (към 2015 г.).